# Liste der Naturdenkmale in Hille
Die Liste der Naturdenkmale in Hille führt die Naturdenkmale in Hille im Kreis Minden-Lübbecke in Nordrhein-Westfalen auf.

## Naturdenkmale
| Bild | Nummer | Objektbezeichnung                                                                                    | Gemarkung     | Flurstück      | Lagebeschreibung | Bemerkung | Koordinaten                 |
| ---- | ------ | --- | ------------- | -------------- | --- | --------- | --------------------------- |
|      | A.3.2  | Eichenreihe (8 Bäume)                                                                                | Nordhemmern   | 2 - 143        | Eichenreihe steht entlang der Westseite der K 14 Obere Straße zwischen den Einmündungen An der Kapelle und Brüggehorst | G         | 52° 20′ 8″ N, 8° 48′ 12″ O  |
|      | A.3.3  | Eiche von Hainbuche umwachsen                                                                        | Südhemmern    | 6 - 36         | Südseite des Weges Hatzhorn                                                                                            | G         | 52° 19′ 55″ N, 8° 46′ 31″ O |
|      | A.3.4  | Tümpel im Aulmoor                                                                                    | Holzhausen II | 7 - 10         | südöstlich von Nordhemmern                                                                                             | F         | 52° 20′ 0″ N, 8° 49′ 26″ O  |
|      | B.3.1  | Lindenreihe (14 Bäume)                                                                               | Hille         | 18 - 83/1      | südlich der Kirche entlang der Grundstücksgrenze                                                                       | G         | 52° 19′ 56″ N, 8° 44′ 49″ O |
|      | B.3.2  | 1 Sommerlinde                                                                                        | Hille         | 18 - 83/1      | Linde steht nördlich der Kirche auf dem alten Friedhof                                                                 | G         | 52° 19′ 58″ N, 8° 44′ 48″ O |
|      | B.3.3  | 1 Sommerlinde                                                                                        | Holzhausen II | 11 - 161       | Linde steht westlich des Hauses Klöpperstätte 22                                                                       | G         | 52° 20′ 10″ N, 8° 51′ 14″ O |
|      | 6      | Kaiserlinde                                                                                          | Rothenuffeln  | 9 - 505        | östlich des Bergkirchener Straße                                                                                       | G         | 52° 16′ 17″ N, 8° 46′ 34″ O |
|      | 8      | Linde „Siebenackern“                                                                                 | Rothenuffeln  | 8 - 84         | südlich der Straße „Siebenackern“                                                                                      | G         | 52° 16′ 19″ N, 8° 47′ 13″ O |
|      | 9      | Eibenhecke in Hille-Rothenuffeln, Eicksen 31                                                         | Rothenuffeln  | 4 - 162        | entlang der Straße | G         | 52° 16′ 42″ N, 8° 48′ 7″ O  |
|      | 13     | 4 Hofbäume in Hille-Rothenuffeln, Eicksen 22                                                         | Rothenuffeln  | 4 - 143        | auf einer Rasenfläche südlich der Zufahrt zum Hofgebäude                                                               | G         | 52° 16′ 53″ N, 8° 48′ 10″ O |
|      | 17     | 1 Eiche in Hille-Rothenuffeln, Jägerstr. 2                                                           | Rothenuffeln  | 6 - 235        | westlich des Wohnhauses                                                                                                | G         | 52° 16′ 58″ N, 8° 46′ 57″ O |
|      | 18     | 3 Eichen in Hille-Rothenuffeln, Heidestr. 11                                                         | Rothenuffeln  | 6 - 13         | westlich des Wohnhauses                                                                                                | G         | 52° 17′ 12″ N, 8° 46′ 52″ O |
|      | 19     | 1 Eiche in Hille-Rothenuffeln, Heidestr. 11                                                          | Rothenuffeln  | 6 - 480        | südwestlich des Wohnhauses                                                                                             | G         | 52° 16′ 58″ N, 8° 47′ 12″ O |
|      | 27     | 1 Eiche in Hille-Unterlübbe am Rand der Bastau-Niederung zwischen Hilferdingsen und Köhlte           | Unterlübbe    | 1 - 3          | | G         | 52° 18′ 10″ N, 8° 46′ 27″ O |
|      | 33     | 1 Eiche in Hille-Eickhorst am Rand der Bastau-Niederung zwischen Eickhorst und Hilferdingsen         | Eickhorst     | 2 - 21         | | G         | 52° 18′ 29″ N, 8° 44′ 54″ O |
|      | 34     | 2 Eichen in Hille-Eickhorst am Rand der Bastau-Niederung zwischen Eickhorst und Hilferdingsen        | Eickhorst     | 2 - 146        | | G         | 52° 18′ 27″ N, 8° 45′ 4″ O  |
|      | 56     | 1 Linde in Hille-Südhemmern, Mühlenheide 22                                                          | Südhemmern    | 2 - 255        | auf der Südostecke des Grundstückes, Mühlenheide 22, Ecke Kölkenweg                                                    | G         | 52° 19′ 16″ N, 8° 46′ 43″ O |
|      | 57     | 1 Linde in Hille-Südhemmern, Kölkenweg 6                                                             | Südhemmern    | 2 - 137        | auf der Südseite des Grundstückes                                                                                      | G         | 52° 19′ 16″ N, 8° 47′ 0″ O  |
|      | 58     | 1 Eiche und 1 Linde in Hille-Südhemmern, Fischerstadt 42                                             | Südhemmern    | 4 - 187        | | G         | 52° 19′ 7″ N, 8° 47′ 23″ O  |
|      | 60     | 1 Linde in Hille, Ortsteil Hille, Rahdener Str. 132                                                  | Hille         | 6 - 104/1      | nordwestlich des Wohnhauses                                                                                            | G         | 52° 21′ 30″ N, 8° 43′ 49″ O |
|      | 61     | 2 Eichen in Hille, Ortsteil Hille, Tannengarten 49                                                   | Hille         | 4 - 51/1       | südöstlich des alten Wohnhauses                                                                                        | G         | 52° 22′ 4″ N, 8° 44′ 40″ O  |
|      | 62     | 1 Eiche in Hille, Ortsteil Hille, Schmalenfeldweg 10                                                 | Hille         | 6 - 90/1       | südlich des Wohnhauses                                                                                                 | G         | 52° 21′ 28″ N, 8° 44′ 21″ O |
|      | 63     | 1 Eiche in Hille, Ortsteil Hille, im freien Feld westlich der Rahdener Str.                          | Hille         | 6 - 38/1       | | G         | 52° 21′ 35″ N, 8° 43′ 44″ O |
|      | 67     | 1 Eiche in Hille, Ortsteil Hille, Frotheimer Str. 100                                                | Hille         | 7 - 121/1      | südlich des Wohnhauses                                                                                                 | G         | 52° 20′ 59″ N, 8° 43′ 7″ O  |
|      | 68     | 1 Eiche in Hille, Ortsteil Hille, Osterheider Str. 20                                                | Hille         | 7 - 124/1      | nordöstlich des Wohnhauses                                                                                             | G         | 52° 21′ 3″ N, 8° 43′ 2″ O   |
|      | 71     | 2 Eichen in Hille, Ortsteil Hille, in einer Baumreihe an der Frotheimer Str., gegenüber Haus-Nr. 206 | Hille         | 9 - 126/1      | | G         | 52° 21′ 23″ N, 8° 42′ 5″ O  |
|      | 72     | Eiche in Hille, Ortsteil Hille, Frotheimer Str., schräg gegenüber Haus-Nr. 187                       | Hille         | 9 - 115/1      | | G         | 52° 21′ 18″ N, 8° 42′ 16″ O |
|      | 73     | 1 Eiche in Hille, Ortsteil Hille, Frotheimer Str. 187                                                | Hille         | 9 - 118/1      | auf der Grenze zur Frotheimer Str.                                                                                     | G         | 52° 21′ 19″ N, 8° 42′ 12″ O |
|      | 74     | 1 Eiche in Hille, Ortsteil Hille, Birkenfeld 50                                                      | Hille         | 11 - 117       | an der Ostecke des Wohnhauses                                                                                          | G         | 52° 20′ 11″ N, 8° 42′ 0″ O  |
|      | 75     | 2 Eichen in Hille, Ortsteil Hille, Birkenfeld 2                                                      | Hille         | 11 - 109       | an der Straße | G         | 52° 20′ 1″ N, 8° 42′ 15″ O  |
|      | 78     | 1 Eiche in Hille, Ortsteil Hille, Schlandorfstr. 73                                                  | Hille         | 14 - 15.01.18  | westlich des Wohnhauses                                                                                                | G         | 52° 20′ 0″ N, 8° 43′ 39″ O  |
|      | 79     | 1 Eiche und 1 Esche in Hille, Ortsteil Hille, Schlandorfstr. 89 und 91                               | Hille         | 14 - 5/1 und 2 | an der Straße | G         | 52° 20′ 1″ N, 8° 43′ 29″ O  |
|      | 80     | 1 Eiche in Hille, Ortsteil Hille, an der Str. Westerfeld westlich von Grundstück Am Seltmoor 50      | Hille         | 15 - 38/4      | | G         | 52° 20′ 26″ N, 8° 43′ 34″ O |
|      | 81     | 1 Linde in Hille, Ortsteil Hille, Am Seltmoor 56                                                     | Hille         | 15 - 65/1      | nördlich des Wohnhauses                                                                                                | G         | 52° 20′ 24″ N, 8° 43′ 36″ O |
|      | 82     | 1 Eiche in Hille, Ortsteil Hille, Poggenburg 36                                                      | Hille         | 15 - 71/1      | nordwestlich des Wohnhauses                                                                                            | G         | 52° 20′ 24″ N, 8° 43′ 16″ O |
|      | 83     | 1 Eiche in Hille, Ortsteil Hille, Brennhorster Str. 125                                              | Hille         | 25 - 233       | an der Südspitze des Grundstückes                                                                                      | G         | 52° 21′ 12″ N, 8° 44′ 59″ O |
|      | 84     | 1 Eiche in Hille, Ortsteil Hille, Hauphof 20                                                         | Hille         | 25 - 183/38    | östlich des Wohnhauses                                                                                                 | G         | 52° 20′ 51″ N, 8° 44′ 34″ O |
|      | 85     | 3 Eichen in Hille, Ortsteil Hille, Brennhorster Str. 69                                              | Hille         | 25 - 41/1      | auf der Nordostecke des Grundstückes                                                                                   | G         | 52° 20′ 51″ N, 8° 44′ 42″ O |
|      | 86     | 1 Eiche in Hille, Ortsteil Hille, Hauphof 18                                                         | Hille         | 25 - 258       | innerhalb eines kleinen Hofgehölzes                                                                                    | G         | 52° 20′ 51″ N, 8° 44′ 34″ O |
|      | 88     | 1 Eiche in Hille, Ortsteil Hille, Volkeningstr. 83                                                   | Hille         | 29 - 198       | östlich der Gebäude | G         | 52° 21′ 33″ N, 8° 44′ 48″ O |

## Anmerkung
1. ↑  G=Gehölz, F=Flächenhaftes Objekt, Geo=Geologisches Objekt